# Aigre
Aigre es una comuna francesa situada en el departamento de Charente, de la región de Nueva Aquitania.
Los habitantes se llaman Aigrinois y Aigrinoises.

## Geografía
Está ubicada a 29 km al noroeste de Angulema.

## Historia
Fue creada el 1 de enero de 2019, con la fusión de las comunas de Aigre y Villejésus.
| 1 243 | 1 150 | 1 165 | 1 166 | 1 176 | 1 141 | 1 109 | 1 591 |
| Para los censos de 1962 a 1999 la población legal corresponde a la población sin duplicidades (Fuente: INSEE [Consultar]) |       |       |       |       |       |       |       |